# The Weekend (chanson de Michael Gray)
Pour les articles homonymes, voir Week-end (homonymie).
Singles de Michael Gray
Whatcha Gonna Do
(2004) Borderline
(2006)
The Weekend est une chanson et un single du DJ britannique Michael Gray sortie le 3 octobre   2004. La chanson contient un petit sample de la chanson, datant des années 1980, de Kerr's, Back At Ya, réalisé par Mark Summers de Scorccio Sample Replays.
Le morceau se plaça à la 7e place dans le UK charts et fut numéro 1 en Italie et en Pologne, et atteignit le Top 14 en Australie. Il connut également le succès dans de nombreux pays occidentaux jusqu'en 2005.
L'interprète principale de cette chanson est la vocaliste house Shena. Le morceau utilise le thème « I can't wait for Saturday to begin », présent dans Get Down Saturday Night de Oliver Cheatham, modifié dans The Weekend en « I can't wait for the weekend to begin ».
The Weekend a également été remixé de nombreuses fois depuis sa sortie (Nick Fanciulli, Video, etc.).

Clip vidéo tourné en juillet 2004. de réalisé par Mike Harris Dans le clip, une employée de bureau qui attend avec impatience samedi, est assise à califourchon sur un photocopieur en sous-vêtements et invite les autres à danser.

## Liste des pistes et remixes
1. The Weekend (Radio Mix) - 3:11
2. The Weekend (Vocal 12" Version) - 8:07
3. The Weekend (Original 12" Version) - 7:52
4. The Weekend (Nic Fanciulli Vocal Mix) - 8:52

Remixes 1
1. The Weekend (Juan Magan & DJ Puku SoundsFM Remix) - 8:50
2. The Weekend (Ian Carey Remix) - 7:20
3. The Weekend (Ian Carey Instrumental Mix) - 7:18
4. The Weekend (DJ Chus & David Penn Stereo Vocal Mix) - 8:03
5. The Weekend (DJ Chus & David Penn Stereo Dub Mix) - 8:33
6. The Weekend (Albert Cabrera Vocal Mix) - 7:05
7. The Weekend (Albert Cabrera Dub Mix) - 7:05
8. Can't Wait For The Weekend (Roll Deep Remix) - 4:14

## Classement par pays
| Classement (2004-2005)                  | Meilleure position |
| --------------------------------------- | ------------------ |
| Allemagne Singles Chart                 | 22                 |
| Australie (ARIA)                        | 14                 |
| Autriche (Ö3 Austria Top 40)            | 49                 |
| Belgique (Flandre Ultratop 50 Singles)  | 11                 |
| Belgique (Wallonie Ultratop 50 Singles) | 29                 |
| France (SNEP)                           | 36                 |
| Pays-Bas (Nederlandse Top 40)           | 29                 |
| Finlande (Suomen virallinen lista)      | 19                 |
| Italie (FIMI)                           | 20                 |
| Grèce Singles Chart                     | 22                 |
| Irlande (IRMA)                          | 22                 |
| Italie (FIMI)                           | 23                 |
| Royaume-Uni Singles Chart               | 7                  |
| Suisse Singles Chart                    | 49                 |
| (IFPI)                                  | 21                 |